# Watashi no Ashinaga Ojisan
«Длинноногий папочка» (яп. 私のあしながおじさん Ватаси но асинага одзисан) — аниме-сериал по роману «Длинноногий дядюшка» Джин Уэбстер. Снят на студии Nippon Animation и является частью «Театра мировых шедевров». Существует также другое аниме по мотивам того же романа — спецвыпуск Ashinaga Ojisan 1979 года.

## Сюжет
Джуди Аббот — сирота, получившая возможность учиться в престижной школе. Этот шанс ей предоставил таинственный «Джон Смит», тень которого она видела лишь однажды и из-за его длинных ног прозвала его «длинноногим дядюшкой». Единственная плата за обучение — Джуди должна каждый месяц писать Джону Смиту письма, не ожидая от него ответа. Аниме охватывает три года жизни Джуди до 1927 года, когда она заканчивает школу.

## Персонажи
- Джуди Аббот (яп. ジュディ・アボット Дзюди Аботто) — веселая и умная девушка, чьи родители умерли, когда она была ещё ребенком. Детство она провела в приюте Джона Грайера, где развился её талант к писательству. Одно её эссе попадается на глаза «Джону Смиту». Чтобы талант Джуди не угас, он решает отправить её в школу. Джуди считает Джона Смита единственным членом своей семьи и очень привязывается к нему. Джуди любит поговорить. Её соседками по комнате являются Салли Макбрайд и Джулия Пендлтон. Роль озвучивает Мицуко Хориэ.[2]
- Джулия Пендлтон (яп. ジュリア・ルートレッジ・ペンデルトン Дзюриа Ру:торэддзи Пэндэрутон) — богатая и высокомерная ученица, очень высокая и элегантная. Роль озвучивает Юри Амано.[2]
- Салли Макбрайд (яп. サリー・マクブライド Сари: Макубурайдо) — застенчивая, но милая девушка, которая является соседкой Джуди по комнате. Они стали очень близкими подругами. Джулия часто посмеивалась над Салли из-за её роста и полноты. Роль озвучивает Тиэ Сато.[2]
- Джервис Пендлтон (яп. ジャーヴィス・ペンデルトン Дзя:вису Пэндэрутон) — дядя Джулии, имеющий репутацию сумасброда, а также тот самый "Длинноногий дядюшка" Джуди. Роль озвучивает Хидэюки Танака.[2]
- Уолтер Григс (яп. ウォルター・グリグス Ворута: Гуригусу) — секретарь «Длинноногого дядюшки». Роль озвучивает Хироси Масуока.[2]
- Джимми Макбрайд (яп. ジミー・マクブライド Дзими: Макубураидо) — старший брат Салли Макбрайд. Студент Принстонского университета и звезда футбольной команды. Тяготится навязчивой привязанностью Джулии. Роль озвучивает Бин Симада.
- Боб (яп. ボブ Бобу) — товарищ Джимми по университету и футбольной команде. Щуплый, застенчивый, но незаменимый на футбольном поле. Становится парнем Салли. Роль озвучивает Ёку Сиоя.